# Magnesio-orneblenda
La magnesio-orneblenda, chiamata anche allumino-magnesio-orneblenda (simbolo IMA: Mhbl) è un raro minerale del supergruppo dell'anfibolo, all'interno del quale viene collocato nel "gruppo degli anfiboli con W(OH,F,Cl)-dominante" e da lì al sottogruppo degli anfiboli di calcio dove occupa un posto nel "gruppo contenente la radice orneblenda nel nome"; essendo un anfibolo, appartiene agli inosilicati e pertanto alla famiglia minerale dei "silicati", e possiede composizione chimica ☐Ca2(Mg4Al)(Si7Al)O22(OH)2.
Il minerale forma una serie con la ferro-orneblenda nella quale il magnesio viene sostituito con il ferro (Fe2+). La magnesio-orneblenda è definita con:
- Mg>Fe2+ e Al>Fe3+ in posizione C
- idrossile (OH) come anione in posizione W.

## Etimologia e storia
Un tempo veniva usato il termine hornblende (orneblenda in italiano) per riferirsi genericamente agli anfiboli di colore scuro; il termine, coniato da Abraham Gottlob Werner nel 1789, deriva dalle parole tedesche horn ('corno') e blenden ('ingannare') in allusione alla forma e alla somiglianza in alcuni casi con la galena ma che, a differenza di quest'ultima, non è utile per l'estrazione di metalli.
Con l'affinarsi delle tecniche di analisi è stato possibile definire varie specie tra cui la magnesio-orneblenda (chiamata magnesioornblenda fino alla revisione della nomenclatura degli anfiboli del 2012.)

## Classificazione
La classica nona edizione, aggiornata dall'Associazione Mineralogica Internazionale (IMA) fino al 2009, elenca il minerale con il nome magnesioorneblenda nella classe "9. Silicati (germanati)" e da lì nella sottoclasse "9.D Inosilicati"; questa è suddivisa in modo più fine in base alla struttura cristallina del minerale, in modo tale che la magnesio-orneblenda possa essere trovata nella sezione "9.DE Inosilicati con catene doppie di periodo 2, Si4O11; clinoanfiboli", dove forma il sistema nº 9.DE.10.
Tale classificazione resta invariata anche nell'edizione successiva, proseguita dal database "mindat.org" e chiamata Classificazione Strunz-mindat.
Nella Sistematica dei lapis (Lapis-Systematik) di Stefan Weiß la magnesio-orneblenda si trova nella classe dei "silicati" e nella sottoclasse degli "inosilicati"; qui si trova nella sezione riservata ai minerali con struttura "[Si4O11] a due bande 6-; gruppo degli anfiboli; Ca2-anfiboli" dove forma il sistema nº VIII/F.10.
Anche la classificazione dei minerali secondo Dana, usata principalmente nel mondo anglosassone, elenca la magnesio-orneblenda nella famiglia dei "silicati", qui è nella classe degli "inosilicati: catene doppie non ramificate, W=2" e nella sottoclasse degli "inosilicati: catene doppie non ramificate, configurazione anfibolo W=2" dove forma il "gruppo 2, Anfiboli di calcio" con il sistema nº 66.01.03a; qui il minerale viene chiamato con il nome sinonimo di allumino-magnesio-orneblenda.

## Abito cristallino
La magnesio-orneblenda cristallizza nel sistema monoclino nel gruppo spaziale C2/m (gruppo nº 12) con i parametri reticolari a = 9,8307(7) Å, b = 18,0659(11) Å, c = 5,2968(4) Å e β = 104,771(6)°, oltre ad avere 2 unità di formula per cella unitaria.

## Origine e giacitura
La magnesio-orneblenda si trova comunemente nelle anfiboliti, negli scisti e nel gabbro pegmatitico alcalino. Si rinviene anche nel tufo, nelle granodioriti, nei graniti e nella tonalite associata a quarzo, ortoclasio, plagioclasio, biotite, magnetite e apatite (nel granito).
La magnesio-orneblenda è stata trovata anche tipicamente in dune sabbiose. È un minerale raro, trovato in scarse quantità in diversi siti sparsi per il mondo; qui si ricorda solo la sua località tipo, le dune sabbiose di Lüderitz (26.64778°S 15.15778°E) nella regione di ǁKaras (Namibia).

## Forma in cui si presenta in natura
La magnesio-orneblenda forma da lame a cristalli prismatici. La lucentezza è vitrea, il colore verde a verde scuro, a verde-nero a nero, ma anche marrone. Il colore dello striscio è grigio-verde pallido o grigio-bianco.

## Proprietà ottiche
La magnesio-orneblenda mostra un visibile pleocroismo con colori giallo pallido lungo {\displaystyle x}, verde bluastro lungo {\displaystyle y} e verde scuro lungo {\displaystyle z}.